# إسبانية قشتالية

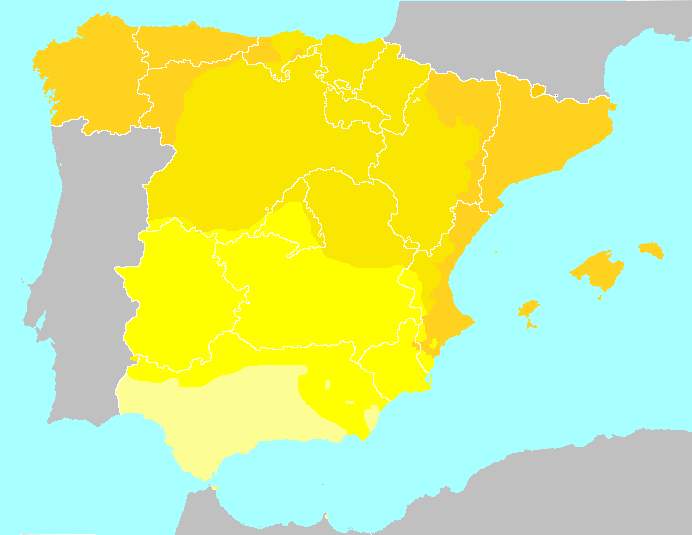

اسبانية لغة قشتالية (بالإسبانية: Castellano)‏ لغة هندية أوروبية رومانسية تتحدثها 35 دول غير إسبانيا (قائمة دول تتحدث الاسبانية) تعتبر اللغة الثانية بعد اللغة الإنجليزية، يتحدثها أكثر من 20 دولة في العالم كلغة رسمية، وهي اللغة الوطنية للقشتاليين في منطقة قشتالة في إسبانيا، ويعتقد إنها نشأت في كوردييرا في شمال إسبانيا. وفي القرن الثامن والتاسع انتشرت اللغة القشتالية إلى جنوب إسبانيا بالكامل تقريبا، وحلت محل اللغات التي يتكلمها الأندلسيين في المنطقة مثل اللغة العربية وخلال هذا المرحلة حصل تأثيرات قوية من اللغة العربية واستوعبت تدريجيا حتى أصبحت تعرف بالإسبانية.

## حول اللغة الأسبانية
1. اللغة الإسبانية هي ثاني أكثر لغة تدرّس في العالم.
2. اللغة التي لديها أكبر تأثير على الأسبانية هي اللغة العربية.

أمثلة على ذلك:- Aceituna: الزيتون، Arroz: الرز، Alamud: العمود، Alquimia: الكيمياء.
1. هناك نوعان من الإسبانية – الإسبانية الأوروبية والإسبانية الأمريكية اللاتينية.
2. عدد الناطقين بالإسبانية حول العالم أكثر من الذين ينطقون الإنجليزية، حيث تعتبر الإنجليزية والإسبانية اللغتان الأكثر شعبية في العالم.
3. من المتوقع أنه في غضون 40 عاما من الآن، ستكون الإسبانية اللغة الأولى لحوالي 50٪ من الأمريكيين. وهذا يعني أنه بحلول عام 2050 سوف تصبح أكبر دولة ناطقة بالاسبانية في العالم
4. اللغة الإسبانية تسمى أحيانا الإسبانية وأحيانا كاستيانو.
5. الإسبانية هي واحدة من أكثر اللغات الصوتية في العالم. إذا كنت تعرف كيف تكتب الكلمة الواحدة، يمكنك أن تعرف دائما تقريبا كيفية نطقها (على الرغم من أن العكس ليس صحيحا). مثال: Oso: أوسو، Bota: بوتا
6. كانت الإسبانية اللغة الدبلوماسية حتى القرن الثامن عشر.
7. تم إنشاء أول كتاب نحوي للغة الإسبانية ونشره في عام 1492م، وهو نفس العام الذي اكتشف فيه كريستوفر كولومبوس أمريكا.